# Kuldar Sikk
Kuldar Sikk (* 20. červen 1979) je estonský rallyový spolujezdec. Za svou kariéru byl navigátorem Urmo Aava, Otta Tänaka a Jurije Protasova. V roce 2011 vyhrál stříbrnou medaili ve třídě A 2000+ na mistrovství Estonska v rallye a bronzovou medaili ve třidě N 2000+.